# Rondehoep
De Rondehoep, vroeger ook wel de Rijke Waver, is een polder en stiltegebied in het zuidoosten van de Nederlandse provincie Noord-Holland, ten westen van Amsterdam-Zuidoost en ten oosten van de Amstel en behoort tot de gemeente Ouder-Amstel.

## Kenmerken
De polder is 1266 ha groot, waarvan 900 ha grasland. In het noorden langs de ringdijk valt de polder in de bebouwde kom van Ouderkerk aan de Amstel, in het oosten en zuidoosten liggen liggen de Voetangelbrug en de buurtschappen Stokkelaarsbrug en Waver en grenst de polder aan de Ronde Venen. In het zuidwesten ligt de buurtschap Nessersluis en in het westen ligt de polder tegenover Nes aan de Amstel. In de polder zijn enkele tientallen melkveebedrijven actief.
Midden in de polder ligt een weidegebied van 165 ha dat sinds juli 2006 wordt ingericht en beheerd als weidevogelgebied als onderdeel van het herinrichtingsproject Amstelland. De waterhuishouding van het gebied zal zodanig worden veranderd, dat het waterpeil hoger wordt dan in het omringende land. Dit is gunstig voor de weidevogels. Eigenaar en beheerder van dit gebied is de stichting Landschap Noord-Holland.
Het noorden van de polder wordt doorsneden door de snelweg A9. De Rondehoep is desondanks een van de grootste open, onbebouwde gebieden in de Randstad. Plannen voor de in de jaren 30 geplande A3, die door de Rondehoep zou lopen, werden in de jaren zeventig afgeblazen.
Over een gedeelte van de ringdijk vormt de Rondehoep de grens tussen de provincies Noord-Holland en Utrecht. De dijk beschermt de polder tegen het water van (met de klok mee, beginnend in Ouderkerk) Bullewijk, Waver, Oude Waver, en in het westen het Amstel-Drechtkanaal.
Over de 17 km lange, lusvormige ringdijk loopt een weg, die zowel voor auto's als fietsers toegankelijk is en waarlangs verspreid boerderijen liggen. Verder bestaat de polder uitsluitend uit weilanden en waterwegen. Een "rondje Rondehoep" is een geliefd uitstapje voor wielrenners, trimmers, wandelaars, en stiltezoekers. Jaarlijks wordt er een hardloopwedstrijd gehouden, de Rondehoeploop.
Van begin april tot eind september vaart de fiets- en voetgangerspont de Fuut ter hoogte van de Nesserlaan tussen Amstelveen en polder.
De Rondehoep ligt in het Hollands-Utrechtse veenweidegebied. De bodem bestaat grotendeels uit een veraarde bovengrond op diep veen; alleen langs de randen ligt een kleidek op het veen.

## Geschiedenis
Tussen circa 1100 en 1300 werd het gebied ontgonnen door vanaf de omringende, destijds lager gelegen veenstromen sloten te graven naar het midden van wat toen nog een dik pak laagveen was. Het resulterende spinnenwebvormige slotenpatroon typeert nog steeds de verkaveling en vormt daarmee een bijzonder cultuurlandschap. Door het inklinken van het veen daalde de bodem en moest een ringdijk worden aangelegd. Voor zover bekend is er geen turf gestoken maar werd het land meteen gebruikt voor landbouw: eerst akkerbouw (graan) maar, door het inklinken, vanaf de 17e eeuw vooral veeteelt. Het veen zou te veel klei bevatten voor turf.

## Calamiteitenberging
Gedeputeerde Staten van de provincie Noord-Holland hebben in februari 2010 besloten de Rondehoep aan te wijzen als gebied dat gebruikt kan worden om bij dreigende overstromingen water op te vangen (een calamiteitenberging). In een dergelijk geval zal de polder geïnundeerd worden met gemiddeld circa 50 cm water. Dijkjes moeten de bewoners van de polder beschermen tegen het water. Dit gebeurt alleen bij extreme omstandigheden die ongeveer eenmaal in de 100 jaar voorkomen.
Als de noodberging gebruikt wordt, dan stroomt water vanaf de Amstel via een inlaatwerk de Rondehoep in. Na het passeren van het inlaatwerk stroomt het water via de sloten het gebied in. Binnen 24 uur zal maximaal 2,4 miljoen m³ water de polder instromen, waardoor het waterniveau in de polder met bijna een meter tot maximaal 2,14 meter beneden Normaal Amsterdams Peil (NAP) stijgt. Dit betekent dat er gemiddeld 27 cm water water op het land staat. Als het water in de Amstel weer zakt, wordt de polder leeggepompt, een proces dat ongeveer twee weken kan duren.

## Werelderfgoed
De Stichting Beschermers Amstelland had de Rondehoep in 2010 voorgedragen voor de Voorlopige Lijst Werelderfgoed, een stap in de procedure die zou moeten uitmonden in plaatsing op de Werelderfgoedlijst van UNESCO.
Polder de Rondehoep stond echter niet op de nieuwe lijst met kandidaat-werelderfgoederen, die op vrijdag 12 november 2010 is gepubliceerd. Kees van Tilburg, voorzitter van Beschermers Amstelland, die de Rondehoep had voorgedragen, vond het jammer dat het niet gelukt is. "Het was de moeite van het proberen waard. Polder de Rondehoep is en blijft uniek." Wel had hij moeite met de door de selectiecommissie gegeven argumentatie. Het onderscheid tussen de Rondehoep en de Beemster (een bestaand werelderfgoed) zou in het buitenland lastig te begrijpen zijn. Ook vond de selectiecommissie dat er in Nederland meerdere veenontginningen te vinden zijn.

## Fotogalerij

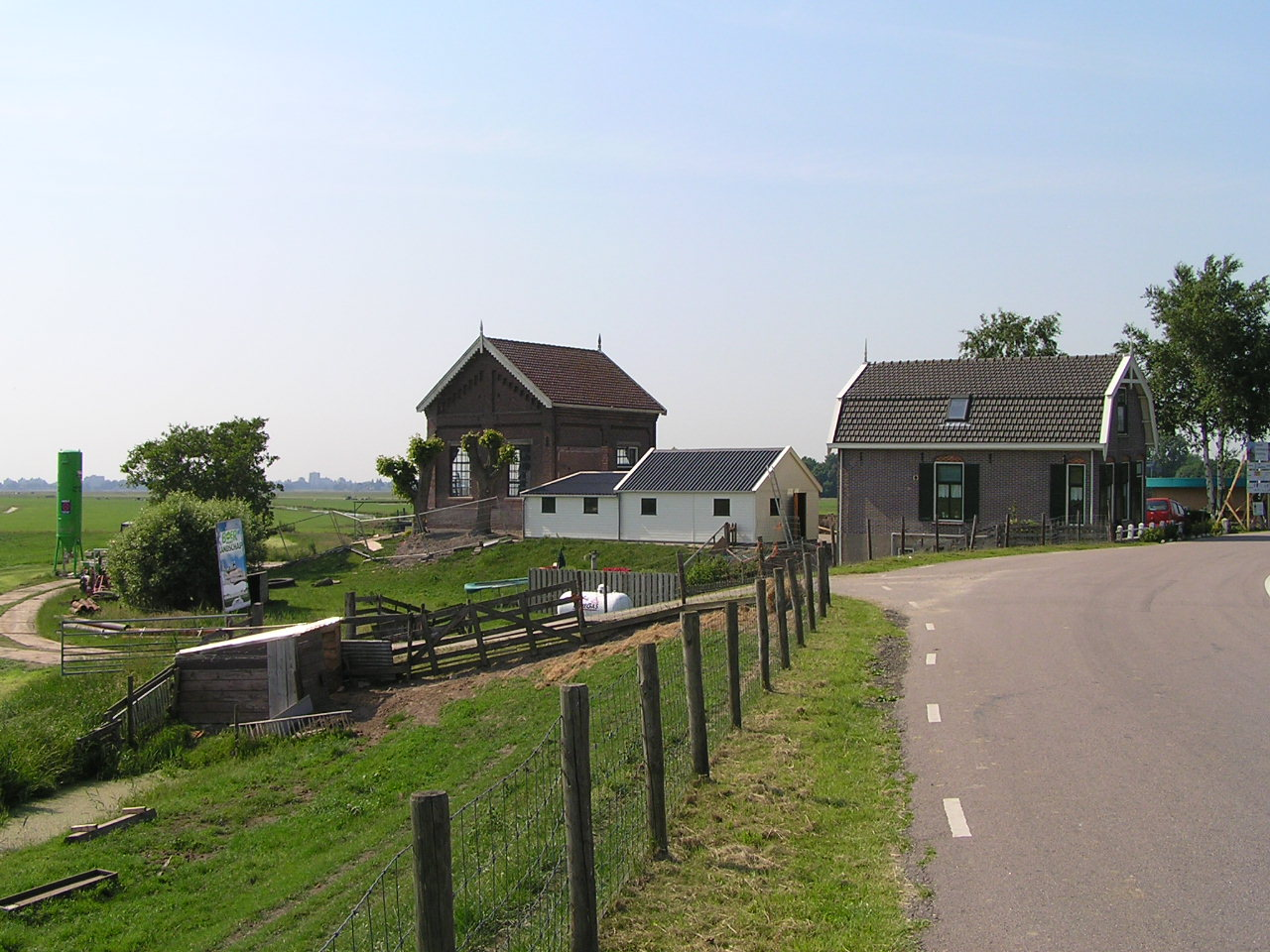
Het gemaal dat het water uit de polder in de Waver pompt.
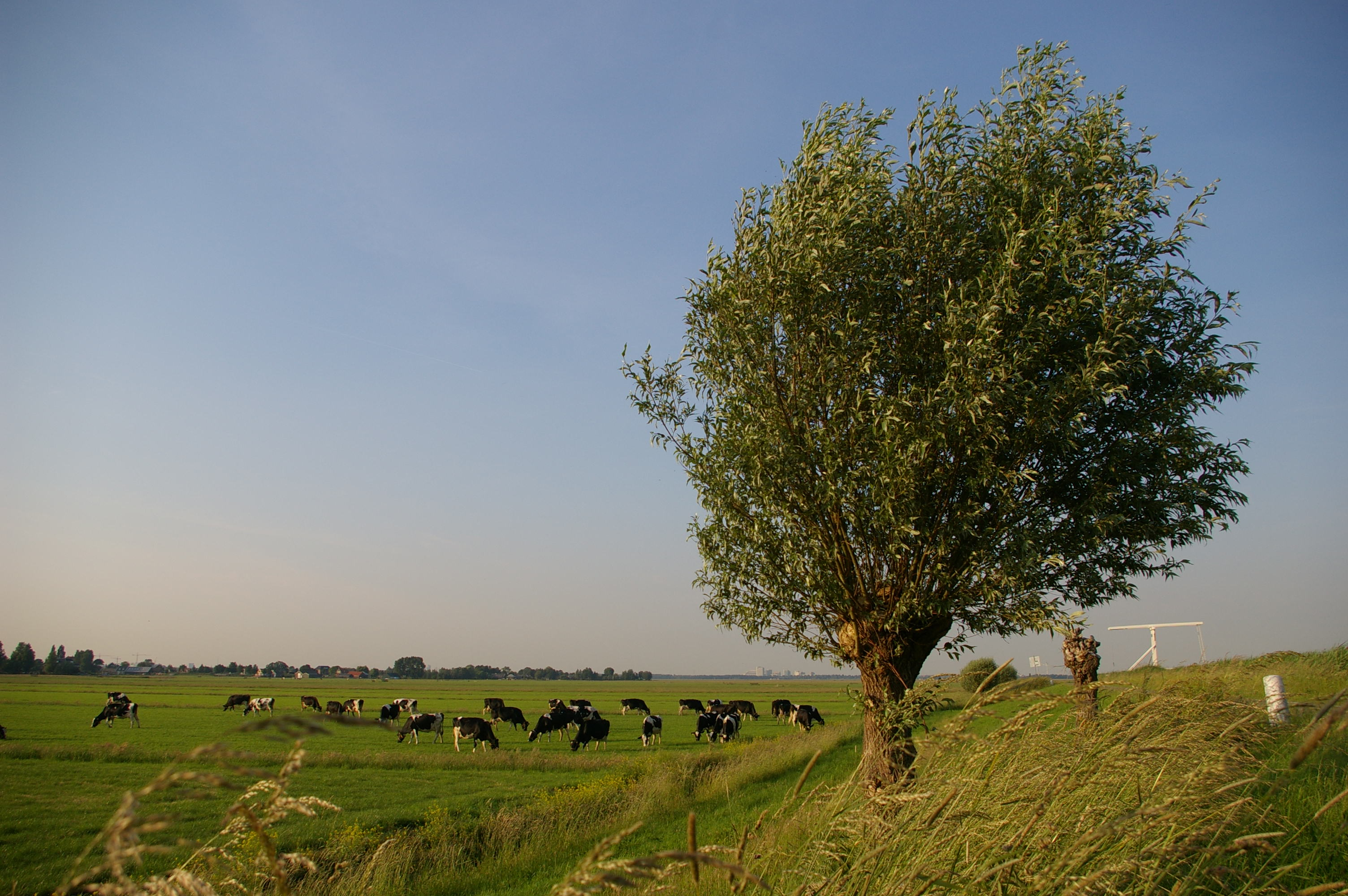
Overzicht in noordoostelijke richting. Aan de horizon onder andere de Amsterdam ArenA
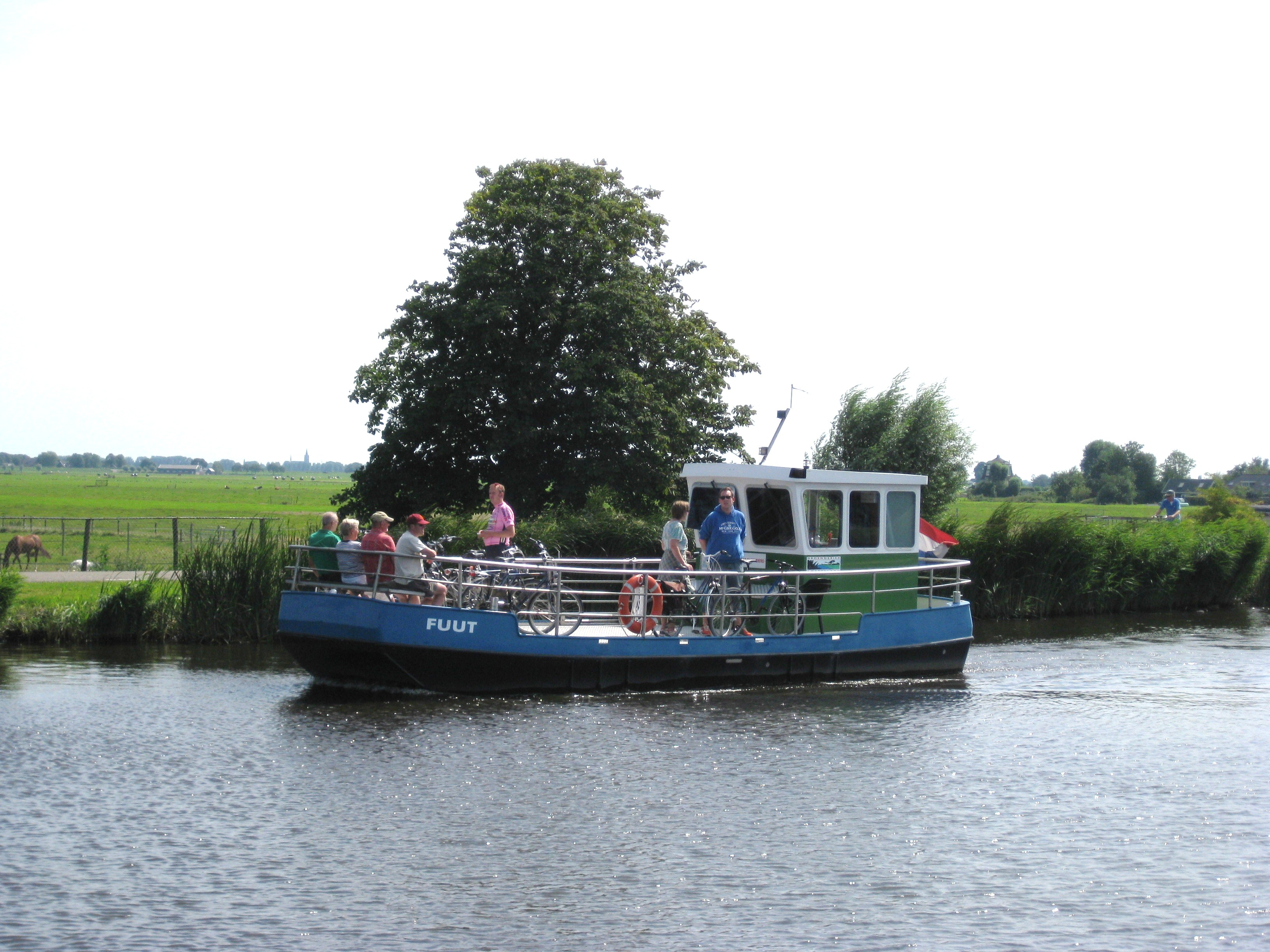
Fietspont de Fuut
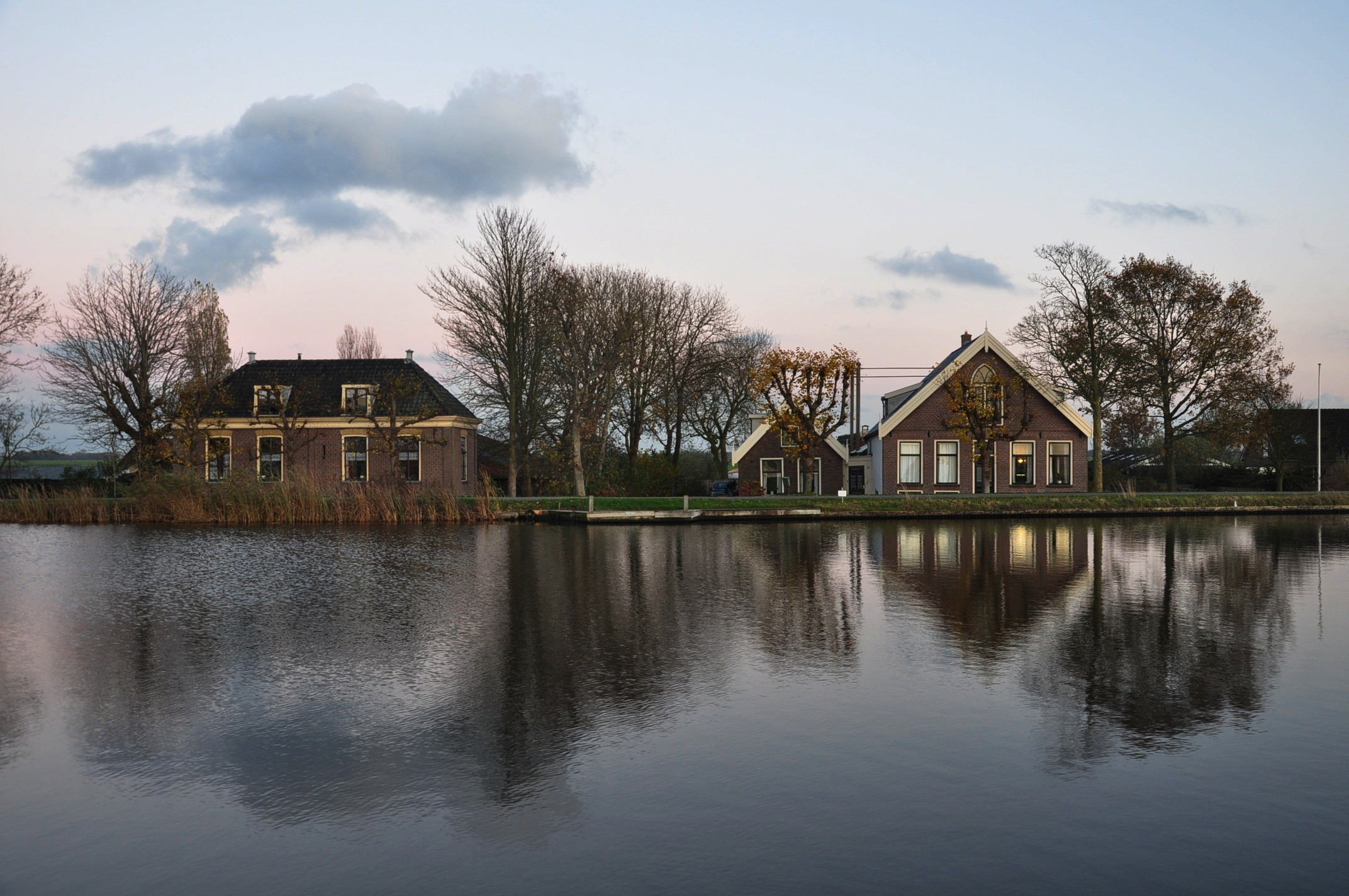
Avondstemming langs het Amstel-Drechtkanaal